# Vene cervicale transversale

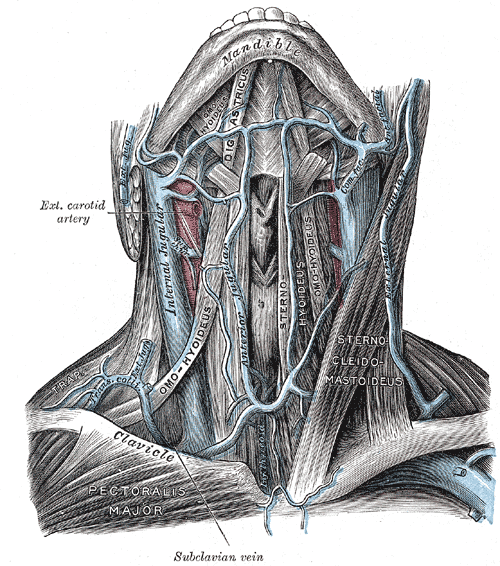
Venele gâtului și ale capului

Venele cervicale transversale sunt vene ce traversează gâtul. 